# Szini Károly
Szini Károly (Pazony, 1829. augusztus 5. – Budapest, 1896. november 15.) író, publicista, folklorista. Szini Gyula (1876-1932) apja.

## Életpályája
Szülei Szini Sámuel iskolatanító és Záborszky Márczy Klára voltak. Tiszabercelen nőtt fel. Kántoroktató volt, majd az 1850-es évek közepétől a fővárosban élt, és irodalommal foglalkozott. Táncsics Mihállyal és Vajda Jánossal is kapcsolatba került. 1860-ban az Új Idő és a Március című lapoknál dolgozott. 1870-ben a Lámpás című folyóiratnál tevékenykedett. 1871-től a Pesti Újság szerkesztője volt. 1873-ban A Szabadító című folyóirathoz került. 1878-tól a Tükör tagja volt. 1879-1880 között a Köztársaság című lap szerkesztője volt. Felesége Maruschák Mária volt, akivel 1876. szeptember 20-án kötött házasságot Budapesten, a Kálvin téri református templomban. Fiai Szini Gyula és Szini Álmos voltak.

## Művei
- Dalos könyv. Új dalok, népies magyar dallamokhoz; Hartleben, Pest, 1865
- A magyar nép dalai és dallamai; hangjegyekre tette és kiad. Szini Károly; Heckenast, Pest, 1865
- Magyar irodalom. Javaslat a magyar kérdés megoldására; szerzői, Pest, 1866
- Vörös könyv, 1-2.; szerzői, Pest, 1868-1869
- Isten országa (1868)
- Lámpás, 1-2.; szerzői, Pest, 1869
- A nép könyve (1881)
- Szini Károly versei; Buschmann Ny., Budapest, 1882
- Lant (1883)
- Új evangeliom. 1. könyv, Új ég és új föld; szerzői, Budapest, 1890 (Könyvek könyve)
- Válogatott írások; szerk. Marton Jenőné, Kovács Andrásné, Simor András; Táncsics Gimnázium, Budapest, 1994 (Táncsics-sorozat)

## Emlékezete
Szülőfaluja, Nyírpazony általános iskolája 1996. május 30-án felvette a Színi Károly Általános Iskola nevet. (Azóta átszervezések miatt változott az intézmény neve, de a névadója maradt: 2007-től Színi Károly Általános Művelődési Központ, 2012-től Színi Károly Magyar-Angol Két Tanítási Nyelvű Általános Iskola.) Az iskola aulájában emléktábla, valamint a névadót ábrázoló festmény látható.